# Nowodróżki
Nowodróżki (biał. Навадрожкі, Nawadrożki; ros. Новодрожки, Nowodrożki) – wieś na Białorusi, w obwodzie grodzieńskim, w rejonie ostrowieckim, w sielsowiecie Worniany, w pobliżu Białoruskiej Elektrowni Jądrowej.

## Historia
W okresie międzywojennym zaścianek leżący w Polsce, w województwie wileńskim, w powiecie wileńsko-trockim, do 1 kwietnia 1927 w gminie Worniany, następnie w gminie Michaliszki/Gierwiaty.
Po II wojnie światowej w granicach Związku Sowieckiego. Od 1991 w niepodległej Białorusi.